# نورمان ماكنزي
نورمان ماكنزي (7 مايو 1946 في نيوزيلندا - ) (بالإنجليزية: Norman McKenzie)‏ هو لاعب كريكت نيوزلندي.

## وصلات خارجية
- نورمان ماكنزي على موقع إي آس بي آن كريك إنفو (الإنجليزية)